# La barrera del sonido
La barrera del sonido es un doble CD y doble DVD/Blu-Ray en vivo de Amaral que conmemora toda su carrera. Salió a la venta el 22 de septiembre de 2009. Con la compra del álbum se conseguían varias descargas digitales: la versión digital del álbum (en formato mp3 y AAC) con libreto en pdf y extras, además de tres actualizaciones adicionales con material extra. La barrera del sonido consiguió ser disco de oro (30.000 copias vendidas).  
Con este álbum cierran el primer ciclo de la banda. Fue grabado por Canal + en el Palacio de los Deportes de Madrid el día 30 de octubre de 2008. "La barrera del sonido" ganó en 2010 el Premio de la música a la Mejor producción audiovisual, cuyo director fue Fernando Olmo, de Canal +. José Mª Rosillo ganó el Premio de la música al Mejor técnico de sonido por varios trabajos, entre ellos "La barrera del sonido".

## Contenido
| 1. Kamikaze - 4:30 2. Tarde de domingo rara - 3:53 3. El universo sobre mí - 4:03 4. Toda la noche en la calle - 4:35 5. Biarritz - 4:24 6. Perdóname - 3:54 7. Moriría por vos - 4:01 8. Las puertas del infierno - 3:30 9. Resurrección - 3:25 10. La barrera del sonido - 4:16 11. Marta, Sebas, Guille y los demás - 4:13 12. Concorde - 4:00 13. Cómo Hablar - 3:01 14. No sé que hacer con mi vida - 2:43 15. Escapar - 3:35 1. Estrella de mar - 5:54 2. Alerta - 3:50 3. Big Bang - 5:17 4. El blues de la generación perdida - 3:50 5. Te necesito - 7:13 6. Es sólo una canción - 6:55 7. Días de verano - 4:05 8. Gato negro - 4:07 9. Revolución - 4:45 10. Esta noche - 4:30 11. Dragón rojo - 2:00 12. Sin ti no soy nada - 7:07 13. Rock And Roll - 3:10 | 1. Kamikaze 2. Tarde de domingo rara 3. El universo sobre mí 4. Toda la noche en la calle 5. Biarritz 6. Perdóname 7. Moriría por vos 8. Las puertas del infierno 9. Resurrección 10. La barrera del sonido 11. Marta, Sebas, Guille y los demás 12. Concorde 13. Cómo Hablar 14. No sé que hacer con mi vida 15. Escapar 16. Estrella de mar 17. Alerta 18. Big Bang 19. El blues de la generación perdida 20. Te necesito 1. Es sólo una canción 2. Días de verano 3. Gato negro 4. Revolución 5. Esta noche 6. Dragón rojo 7. Sin ti no soy nada 8. Rock And Roll 1. Tras el telón 2. Horas antes |

### Extras digitales
1. Esta Madrugada (6 de octubre de 2009)
- Con arreglos para piano y violonchelo de Raúl Fernández (Refreé), interpretada en el concierto del Palacio de los Deportes. Audio en mp3 y AAC, además de video en HD o SD.

2. Madrid (6 de noviembre de 2009)
- Canción inédita interpretada en directo el 24 de octubre de 2009, dentro de los conciertos de despedida de la gira Gato Negro - Dragón Rojo del Circo Price en Madrid. Grabado en directo y mezclado por Miguel Tapia. Audio en mp3 y AAC.

3. En sólo un segundo (6 de enero de 2010)
- Interpretada en directo en el Teatro Principal de Zaragoza el 28 de septiembre de 2009. Grabada por Miguel Tapia, mezclada y masterizada por Guillermo Quero y Amaral en Q Studios. Audio en mp3 y AAC.

### Personal
- Eva Amaral - Voz y guitarra
- Juan Aguirre - Voz y guitarra
- Enrique Mavilla - Teclados
- Eduardo Giménez "Coki" - Batería
- Octavio Vinck - Guitarra
- Iván González - Bajo
- Zulaima Boheto - Chelo y coros

Mezclado por Guillermo Quero y Arturo Quesada en Q Studios (Madrid) en 2009.

## Ventas
| Los 40 Principales | Los 40 Principales | Los 40 Principales | Los 40 Principales | Los 40 Principales | Los 40 Principales | Los 40 Principales | Los 40 Principales | Los 40 Principales | Los 40 Principales | Los 40 Principales | Los 40 Principales | Los 40 Principales | Los 40 Principales | Los 40 Principales | Los 40 Principales | Los 40 Principales | Los 40 Principales | Los 40 Principales | Los 40 Principales | Los 40 Principales | Los 40 Principales | Los 40 Principales | Los 40 Principales | Los 40 Principales | Los 40 Principales | Los 40 Principales | Los 40 Principales | Los 40 Principales | Los 40 Principales | Los 40 Principales |    |    |
| Semana             | 01                 | 02                 | 03                 | 04                 | 05                 | 06                 | 07                 | 08                 | 09                 | 10                 | 11                 | 12                 | 13                 | 14                 | 15                 | 16                 | 17                 | 18                 | 19                 | 20                 | 21                 | 22                 | 23                 | 24                 | 25                 | 26                 | 27                 | 28                 | 29                 | 30                 | 31 | 32 |
| ------------------ | ------------------ | ------------------ | ------------------ | ------------------ | ------------------ | ------------------ | ------------------ | ------------------ | ------------------ | ------------------ | ------------------ | ------------------ | ------------------ | ------------------ | ------------------ | ------------------ | ------------------ | ------------------ | ------------------ | ------------------ | ------------------ | ------------------ | ------------------ | ------------------ | ------------------ | ------------------ | ------------------ | ------------------ | ------------------ | ------------------ | -- | -- |
| Posición           | 03                 | 05                 | 08                 | 08                 | 09                 | 13                 | 19                 | 23                 | 35                 | 50                 | 56                 | 46                 | 44                 | 36                 | 24                 | 29                 | 34                 | 35                 | 40                 | 44                 | 31                 | 36                 | 49                 | 43                 | 51                 | 62                 | 82                 | 79                 | 87                 | 85                 | 78 | 85 |